# Нижне-Бурейская ГЭС
Ни́жне-Буре́йская гидроэлектроста́нция (Нижнебурейская ГЭС) — гидроэлектростанция на реке Бурея у посёлка Новобурейский Бурейского района Амурской области. Входит в Бурейский каскад ГЭС, являясь контррегулятором крупной Бурейской ГЭС. Строительство станции велось ПАО «РусГидро» с 2010 по 2019 год. Является крупнейшей гидроэлектростанцией России, строительство которой было начато в постсоветское время.

## Природные условия
Нижне-Бурейская ГЭС построена на реке Бурее в 84,6 км от её устья, в так называемом Долдыканском створе (в 950 м выше впадения в Бурею реки Долдыкан). Река Бурея относится к рекам с дальневосточным типом водного режима, для которого характерны половодно-паводковый период с несколькими пиками в тёплое время года и глубокая зимняя межень. В весенне-летний период проходит 75—90 % стока, осенью 10—20 %, зимой лишь 3—4 %. Среднемноголетний расход воды в Бурее в районе створа станции — 882 м³/с. Климат муссонный, годовое количество осадков варьируется в пределах 601—776 мм. Снежный покров устанавливается в первой половине ноября и сходит в середине апреля. В основании здания ГЭС и водосбросной плотины залегают граниты и диориты, русловой плотины — аллювиальные гравийно-галечниковые отложения. Расчётная сейсмичность района строительства составляет 7—8 баллов по шкале MSK-64. Площадка строительства расположена у посёлка Новобурейский, вблизи Транссибирской железной дороги и автомобильной дороги «Чита — Хабаровск».

## Конструкция станции
Нижне-Бурейская ГЭС является средненапорной русловой гидроэлектростанцией (здание ГЭС входит в состав напорного фронта). Установленная мощность электростанции — 320 МВт, гарантированная зимняя мощность — 147 МВт, проектная среднегодовая выработка электроэнергии — 1,67 млрд кВт·ч.

### Плотины
Большая часть напорного фронта (общая длина 729,5 м) создана при помощи русловой грунтовой плотины с противофильтрационным элементом «стена в грунте» из глинобетона (в изначальном проекте планировалось противофильтрационное ядро из суглинка), длиной 400 м и максимальной высотой 41,5 м. Водонепроницаемость основания плотины обеспечена с помощью создания «стены в грунте», проходящей через аллювиальные отложения до скального основания, а также двухрядной цементационной завесы в скальном основании. Соединение земляной плотины с водосливной осуществляется при помощи бетонного сопрягающего устоя высотой 46,9 м.
Водосливная плотина бетонная, предназначена для сброса расходов воды, превышающих пропускную способность турбин станции. Длина плотины — 123 м, максимальная высота 45,1 м. Оборудована пятью поверхностными водосбросами, перекрываемыми сегментными затворами пролётом 20 м, оперирование которыми производится с помощью гидроприводов. Также имеются плоские ремонтные затворы, подъём и опускание которых производится с помощью козлового крана. Максимальная пропускная способность плотины при НПУ — 13 345 м³/с, при ФПУ — 13 500 м³/с. Гашение энергии потока производится в бетонном водобойном колодце длиной 88 м с водобойной и торцевой стенками. Сопряжение правого берега и здания ГЭС производится при помощи правобережной глухой бетонной плотины длиной 60 м и максимальной высотой 20,1 м.

### Здание ГЭС
Русловое здание ГЭС длиной 96,5 м и максимальной высотой 58,1 м расположено у правого берега, сопряжение с водосливной плотиной производится при помощи раздельной стенки длиной 73 м, с берегом — с помощью подпорной стенки длиной 100 м (далее вплоть до впадения реки Долдыкан предусмотрено крепление берега каменной наброской). В здании ГЭС размещены 4 гидроагрегата мощностью по 80 МВт с поворотно-лопастными турбинами ПЛ30-ВБ-630, работающими на расчётном напоре 26,1 м, и вертикальными синхронными гидрогенераторами. Для монтажа/демонтажа гидроагрегатов в машинном зале смонтированы два мостовых крана грузоподъёмностью 250 т каждый. Здание ГЭС оборудовано сороудерживающими решётками, ремонтными и аварийно-ремонтными затворами, двумя козловыми кранами (верхнего и нижнего бьефа). Пропускная способность здания ГЭС при расчётном напоре — 1380 м³/с (4×345 м³/с). К зданию ГЭС примыкают монтажная и станционная площадки. На станционной площадке расположены производственно-технологический комплекс и здание комплектного распределительного устройства (КРУЭ 220 кВ).

### Схема выдачи мощности
Гидроагрегаты выдают электроэнергию на напряжении 13,8 кВ, каждый генератор подключён к своему трёхфазному трансформатору ТДЦ-125000/220-УХЛ1 мощностью по 125 МВА. С трансформаторов электроэнергия передаётся на КРУЭ 220 кВ, а с него — в энергосистему по следующим линиям электропередачи:
- КВЛ 220 кВ Нижне-Бурейская ГЭС — ПС Архара;
- КВЛ 220 кВ Нижнее-Бурейская ГЭС — ПС НПС-29;
- КВЛ 220 кВ Нижне-Бурейская ГЭС — ПС Завитая.

### Водохранилище
Напорные сооружения ГЭС образуют Нижнебурейское водохранилище недельного регулирования площадью 154 км², полной и полезной ёмкостью 2034 и 77 млн м³ соответственно, также возможно использование противопаводкового объёма между отметками 136 и 138 м, в размере 303 млн м³. Отметка нормального подпорного уровня водохранилища составляет 138,0 м над уровнем моря, форсированного подпорного уровня — 138,3 м, уровня мёртвого объёма — 137,5 м. Возможна сработка водохранилища в противопаводковых целях ниже уровня УМО до отметки 136,0 м. Протяжённость водохранилища — 90 км, средняя ширина — 1,7 км, максимальная ширина — 5 км, средняя глубина — 13 м. Водообмен в водохранилище происходит один раз в 30—40 суток. При создании водохранилища затоплено 986 га сельхозугодий (пашни и залежи) и 8520 га леса и кустарников (проведена частичная лесоочистка ложа водохранилища). Населённые пункты водохранилищем не затрагиваются, население не переселялось.

Сооружения и оборудование Нижне-Бурейской ГЭС
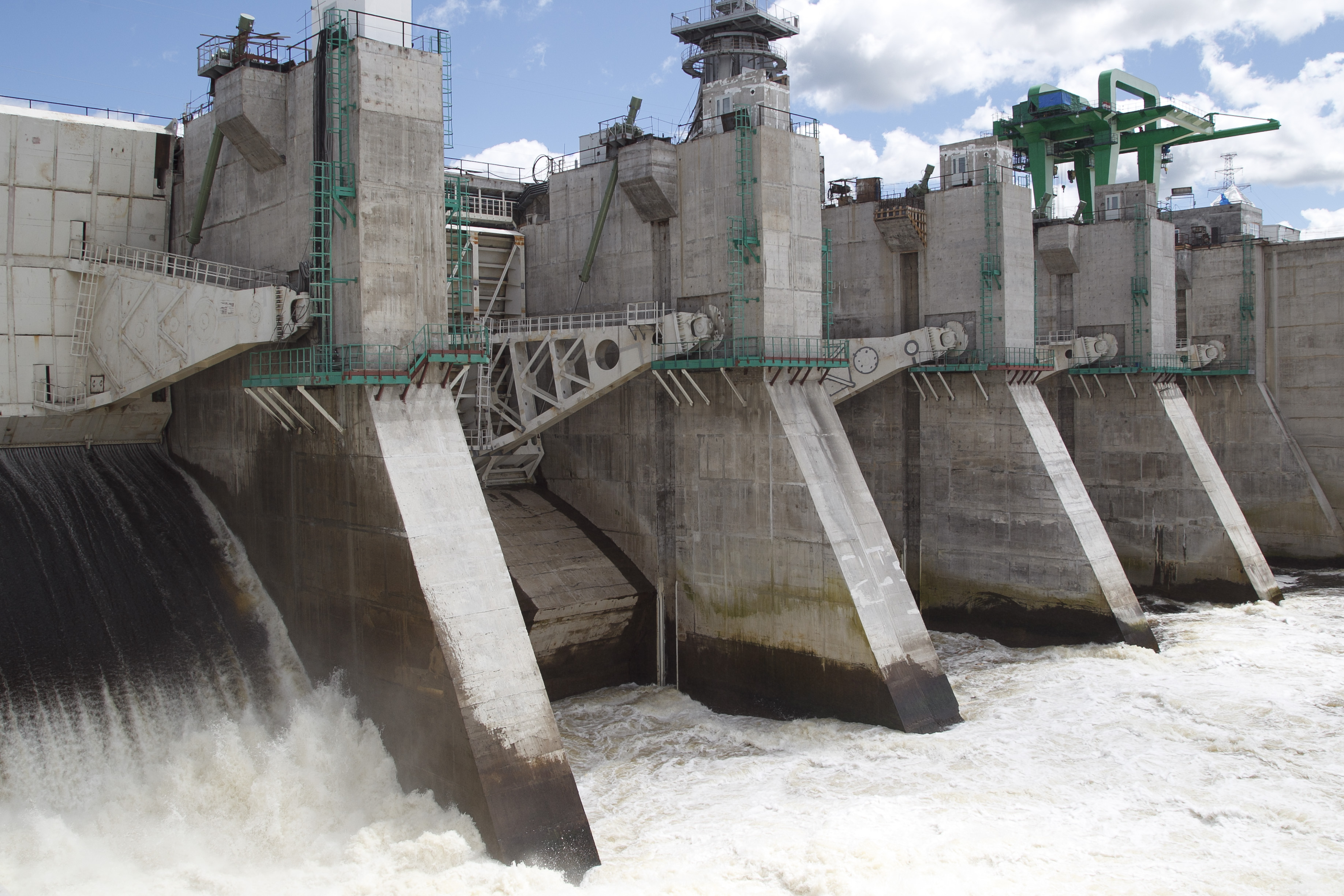
Водосливная плотина
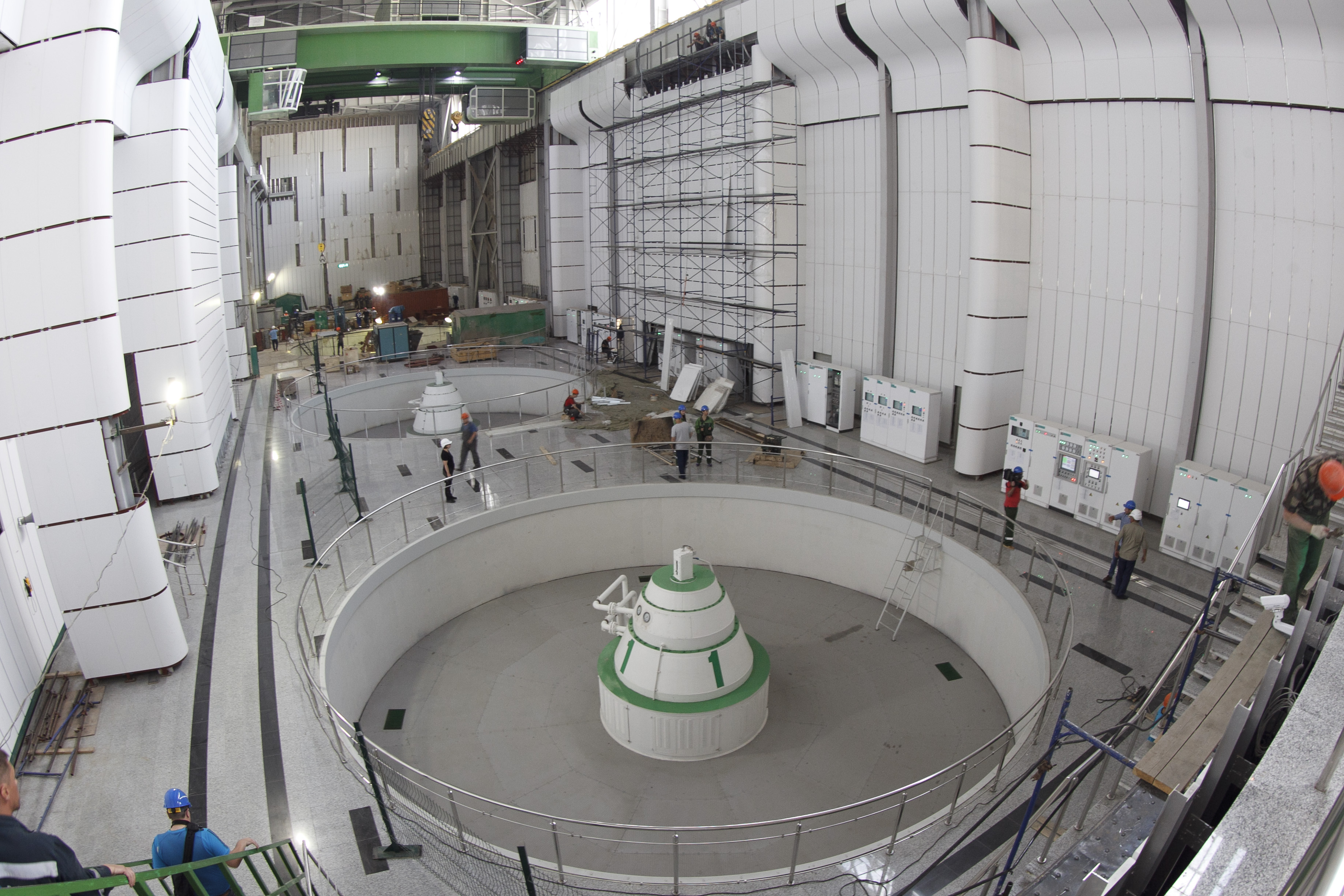
Машинный зал
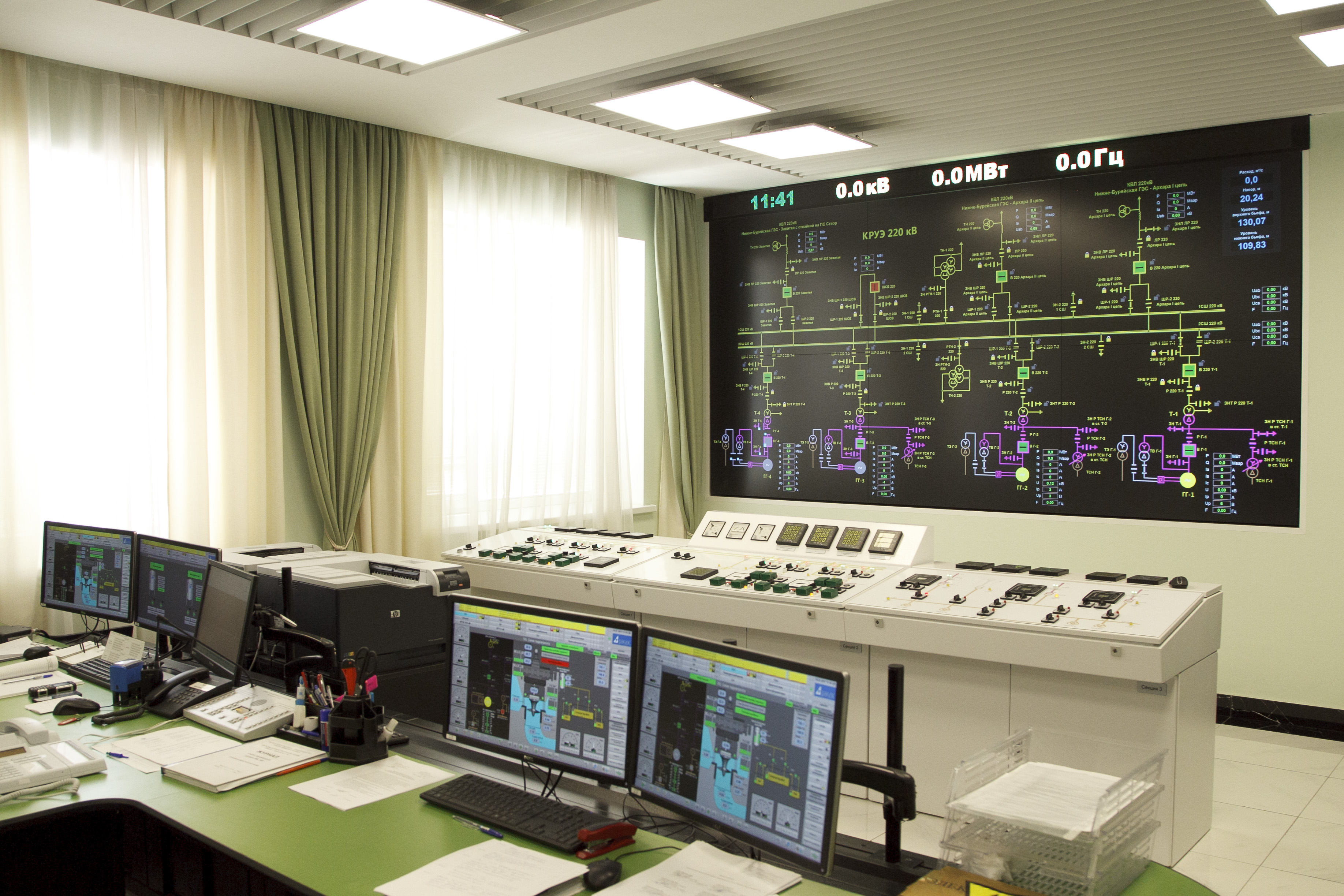
Пульт управления
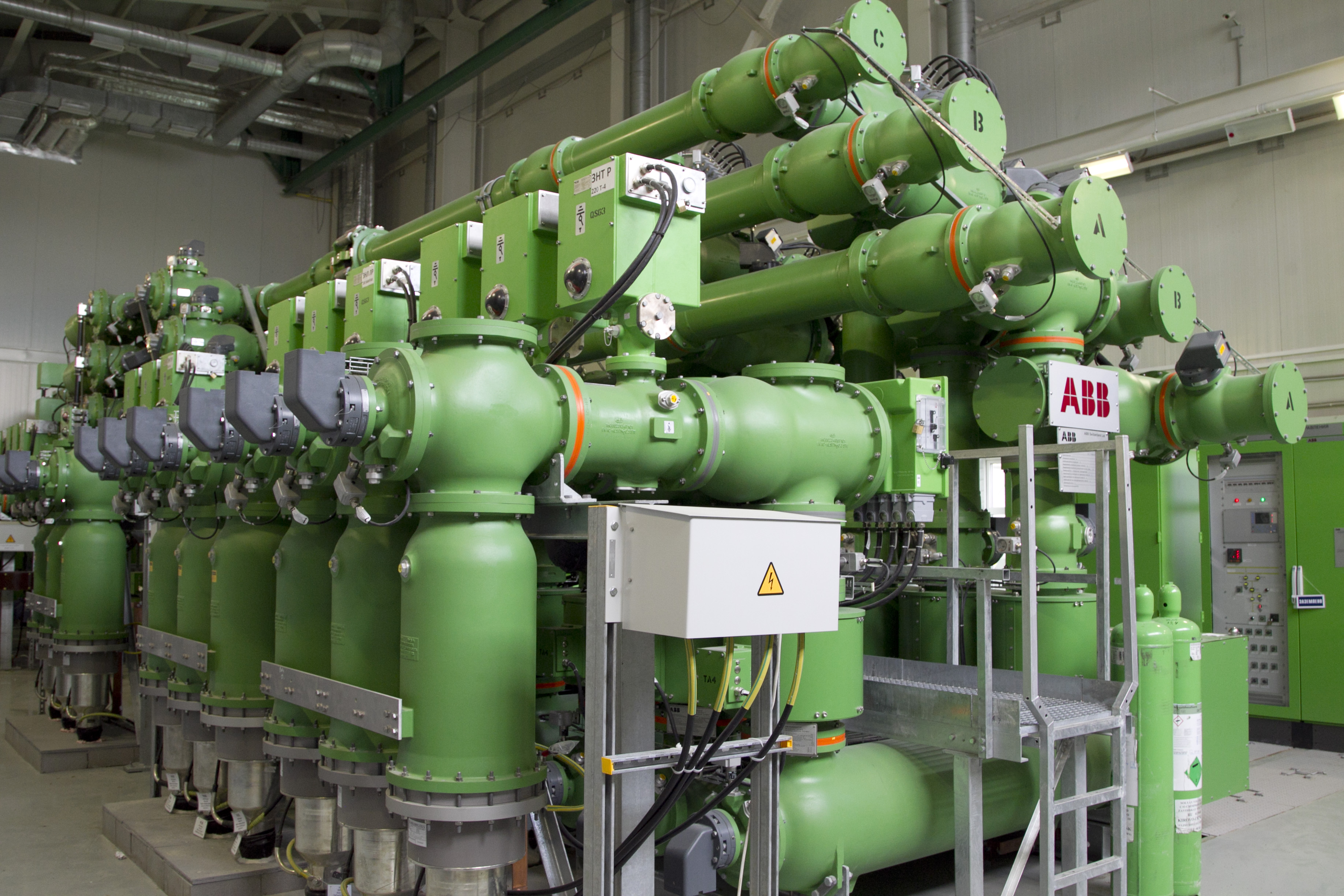
КРУЭ-220 кВ

## Экономическое значение
Нижне-Бурейская ГЭС является контррегулятором Бурейской ГЭС, сглаживающим суточные колебания уровня воды в реке, образующиеся при работе этой мощной гидроэлектростанции. Это позволило снять ограничения на режимы работы Бурейской ГЭС и ликвидировать зимние подтопления ряда посёлков, расположенных в нижнем бьефе этой станции. Электроэнергией Нижне-Бурейской ГЭС, в соответствии с подписанными соглашениями, будут снабжаться такие объекты, как вторая очередь нефтепровода «Восточная Сибирь — Тихий океан», Эльгинское угольное месторождение, космодром «Восточный». Выработка станцией возобновляемой электроэнергии позволяет предотвратить сжигание около 700 тысяч тонн условного топлива в год. При строительстве ГЭС создана инфраструктура (дороги, линии электропередачи, жилье, объекты социального назначения), обеспечивающая улучшение условий жизни населения близлежащих районов Амурской области.

## Экологические последствия
В зону затопления Нижне-Бурейской ГЭС попала небольшая (около 3 %) часть территорий государственных природных заказников «Желундинский» и «Урочище Иркун». В качестве компенсационного мероприятия 6 апреля 2015 года создан новый природный парк «Бурейский», который объединил в своём составе заказники «Желундинский» и «Урочище Иркун», а также дополнительно участки кедрово-пихтовых лесов и других земель на правом берегу Нижнебурейского водохранилища, что увеличивает площадь особо охраняемых земель в Амурской области на 17 тысяч га. Общая площадь природного парка "Бурейский" составила 132 тыс. гектар. В рамках строительства ГЭС "РусГидро", совместно с Проектом ПРООН/ГЭФ-Минприроды России был реализован проект по сохранению биоразнообразия "Бурейский компромисс". Проект реализовывался в Амурской области с 2014 по 2017 год. Он предусматривал разработку и реализацию комплекса мероприятий, направленных на минимизацию негативного воздействия от строительства Нижне-Бурейской ГЭС на окружающую среду и биологическое разнообразие. В рамках  работ в районе будущего водохранилища был создан первый в Амурской области природный парк «Бурейский» площадью 132 тыс. га, который стал базой для демонстрации эффективности мероприятий по сохранению биоразнообразия. 
Сохранение копытных животных
За полтора года до наполнения водохранилища в Бурейском парке начали устанавливать особые подкормочные комплексы. 25 площадок, которые были обеспечены кормами различных видов, расположились на некотором отдалении от кромки будущего водохранилища для того, чтобы отвлечь животных из зоны затопления. Полученные из этих точек видеозаписи указывают на возросшую концентрацию животных вокруг мест подкормки. 
Сохранение орнитофауны
Для сохранения редкого вида птиц — утки-мандаринки — впервые в России амурские орнитологи прибегли к технологии размещения в природных условиях дуплянок, максимально похожих на естественные дупла. В настоящее время вдоль побережья водохранилища развешаны около 100 дуплянок для мандаринки. Это компенсирует потерю мест её обитания при заполнении водохранилища. В первый же год более половины дуплянок были заселены. В нижнем бьефе Нижне-Бурейской ГЭС также было установлено 5 искусственных опор для дальневосточного аиста — особо охраняемого вида птиц. Аист строит огромные гнезда до 2 метров в диаметре массой до 300 — 500 кг. На юге Амурской области немного деревьев, способных удержать такое тяжелое гнездо, что ограничивает возможности для роста численности популяции. Поэтому, в рамках проекта были созданы искусственные гнезда для аистов. 
Сохранение растений
В течение нескольких лет также проводились мероприятия по переселению редких видов растений из зоны влияния Нижне-Бурейской ГЭС. Переносу подверглись узколокальные эндемики — растения, которые в Амурской области пока найдены только в долине Буреи в ходе мониторинга зоны влияния Бурейского гидроузла: это папоротники Алевритоптерис Куна, вудсия многорядниковая, многорядник укореняющийся, а также высшие растения — селезеночник ложнофари и траутветтерия японская.
В общей сложности вручную пересажено более 400 экземпляров редчайших растений. Дальнейшие наблюдения показали, что все виды успешно прошли годичный цикл и прижились на новом месте. Также в Ботаническом саду Амурской области Проектом ПРООН/ГЭФ-Минприроды России были установлены камеры искусственного роста растений для последующего выращивания и высаживания искусственно выращенных эндемиков. 
Операция "Мазай"
Операция «Мазай» - первая в России экологическая операция, включающая комплекс мероприятий по спасению животных в период наполнения водохранилища. Операция была проведена в два этапа: с заполнением водохранилища до промежуточной отметки 128 м — в апреле, и с началом заполнения до отметки 138 м в июле 2017 года. Специалисты-охотоведы, и волонтёры при содействии энергетиков вели мониторинг водохранилища, отпугивали животных из зоны затопления, отлавливали и перевозили в безопасные места зверей, оказавшихся на изолированных островах. Подобная экологическая акция была проведена в России впервые.
Такого рода комплексная экологическая программа при строительстве крупного энергетического объекта в России является уникальной и в подобном масштабе применялась впервые. Проект "Бурейский компромисс" был удостоен ряда наград. 
Итоги:
- создана ООПТ — Природный парк «Бурейский» площадью 132 тыс. га
- установлены 25 подкормочных комплексов для копытных
- установлены более 100 дуплянок для уток-мандаринок
- установлены 5 искусственных опор для дальневосточного аиста
- пересажено вручную более 400 экземпляров редчайших растений

Проведены мероприятия по переносу на территорию заказника из зоны затопления охраняемых видов растений и переселению животных.

## История строительства

### Проектирование

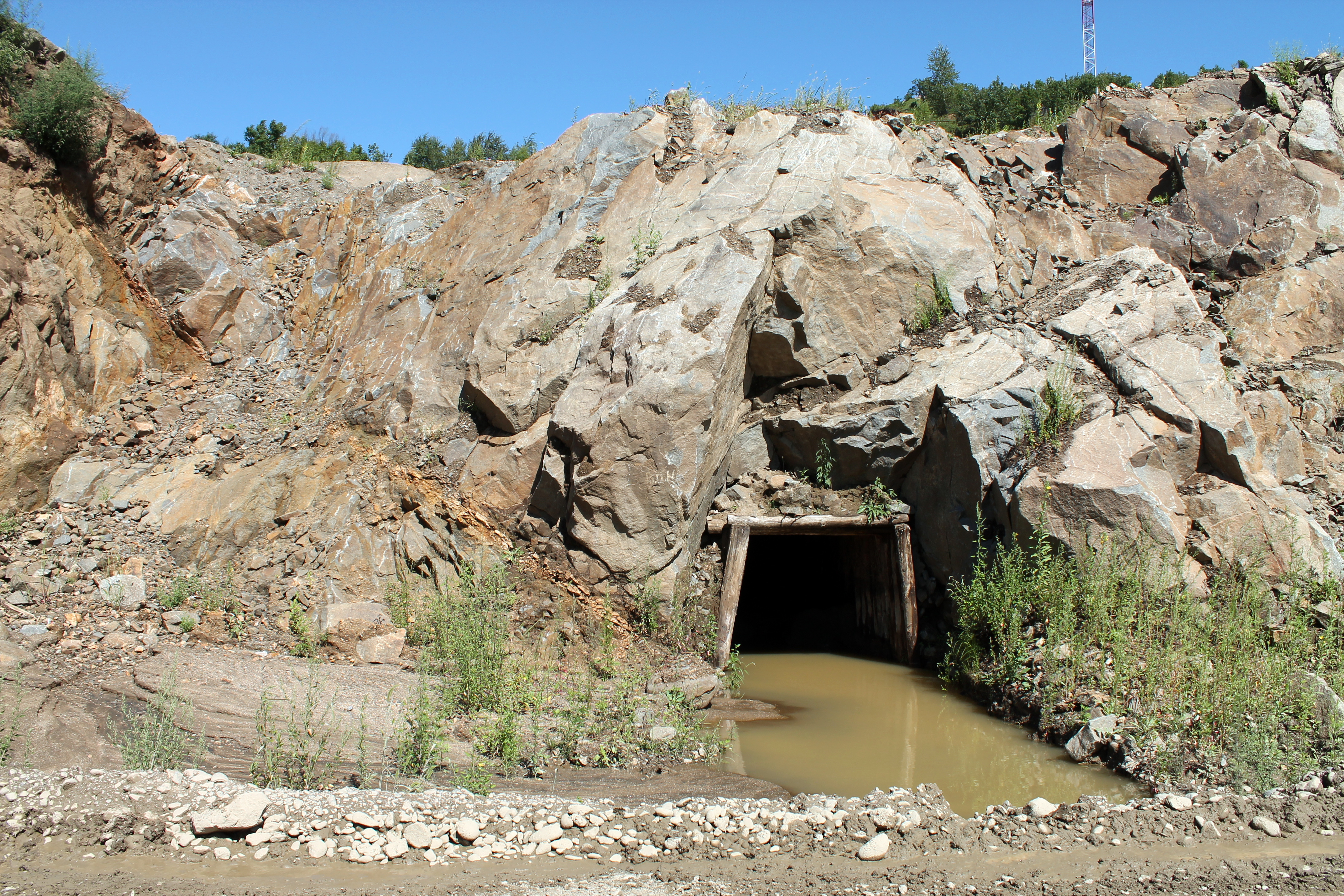
Изыскательская штольня 1930-х годов в створе Нижне-Бурейской ГЭС

Исследования гидроэнергетического потенциала Буреи начались ещё в 1932 году, когда институт «Гидропроект» провёл на реке рекогносцировочные исследования (интересно, что после начала строительства станции в створе ГЭС была обнаружена изыскательская штольня 1930-х годов). В 1959 году была разработана схема каскада ГЭС на Бурее, где впервые появилась Нижне-Бурейская ГЭС (названная в схеме Долдыканской), в 1978 году для Нижне-Бурейской ГЭС был выбран створ. Проект Нижне-Бурейской ГЭС, как составной части Бурейского гидроэнергетического комплекса, был разработан институтом «Ленгидропроект» в 1985 году, прошёл все необходимые экспертизы и был утверждён в 1986 году. Строительство станции намечалось на спаде работ по Бурейской ГЭС, которое сильно затянулось вследствие социально-экономического кризиса 1990-х годов. В 1995 году титулы строительства Бурейской и Нижне-Бурейской ГЭС были объединены, в 2003 году — вновь разделены. Строительство станции в этот период начато не было, были частично выполнены лишь мероприятия по переселению населения из зоны затопления (нижнего бьефа Бурейской ГЭС, одновременно являющегося ложем водохранилища Нижне-Бурейской ГЭС). В 2007 году были начаты работы по корректировке проекта, результатом которых стало существенное изменение технических решений, в том числе:
- Вместо трёх гидроагрегатов по 107 МВт было принято размещение четырёх агрегатов по 80 МВт;
- Правобережная земляная плотина заменена на бетонную плотину;
- Водосливная плотина с донными водосбросами заменена на плотину с поверхностными водосбросами;
- Введена «стена в грунте» в основании ядра русловой земляной плотины;
- Изменена схема выдачи мощности — вместо открытых распределительных устройств (ОРУ) 110 и 220 кВ введено КРУЭ 220 кВ.

В 2008 году состоялись общественные слушания по оценке воздействия на окружающую среду (ОВОС) Нижне-Бурейской ГЭС, в 2011 году скорректированный проект был одобрен Главгосэкспертизой России. В дальнейшем проектная документация пересматривалась в 2015 и 2018 годах, наиболее заметным изменением стала замена суглинистого ядра плотины на «стену в грунте».

### Строительство
Для реализации проекта строительства станции в 2006 году было создано ОАО «Нижне-Бурейская ГЭС», 100 % акций которого в настоящее время принадлежит ПАО «РусГидро». Строительство станции началось 27 августа 2010 года — в этот день прошла церемония закладки первого кубометра бетона, в которой принял участие тогдашний премьер-министр России Владимир Путин. Начались работы подготовительного этапа — строительство автодороги к створу станции протяжённостью 4,1 км и линии электропередачи напряжением 6 кВ, расширение территории перевалочной базы для размещения строительной инфраструктуры, подготовка территории под жилую застройку.
| Финансирование проектирования и строительства Нижне-Бурейской ГЭС в 2007-2014 годах, млн рублей |       |      |       |       |      |      |      |      |
| 2006                                                                                            | 2007  | 2008 | 2009  | 2010  | 2011 | 2012 | 2013 | 2014 |
| 32,5                                                                                            | 151,5 | 59,4 | 109,8 | 413,9 | 1352 | 2627 | 4898 | 8816 |

В 2011 году было начато возведение котлована основных сооружений ГЭС — отсыпаны низководные перемычки. Были сооружены три автодороги, смонтирован бетонный завод, велось строительство административно-управленческого корпуса и жилья для строителей. В 2012 году работы подготовительного этапа были в основном завершены — перемычки котлована были отсыпаны до проектных габаритов, началось сооружение противофильтрационного элемента перемычек — «стены в грунте». Завершено сооружение административно-управленческого комплекса, бетонно-обогатительного хозяйства со строительной лабораторией, баз строймеханизации и основного оборудования, подстанции «Створ» 220/35/6 кВ, жилья для строителей. Был определён генподрядчик строительства — ОАО «Трест Гидромонтаж».

Строительство Нижне-Бурейской ГЭС, август 2012 года
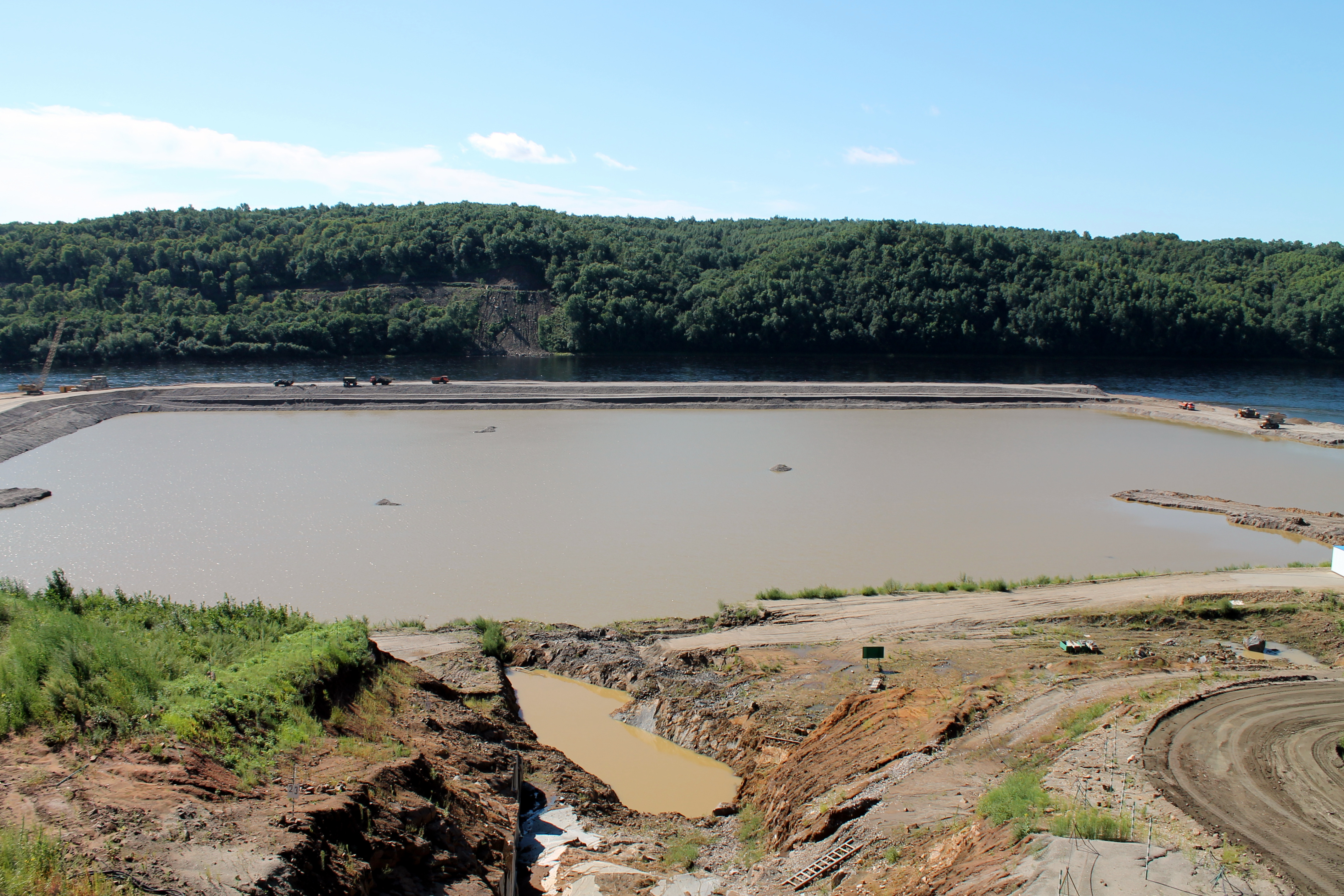
Котлован
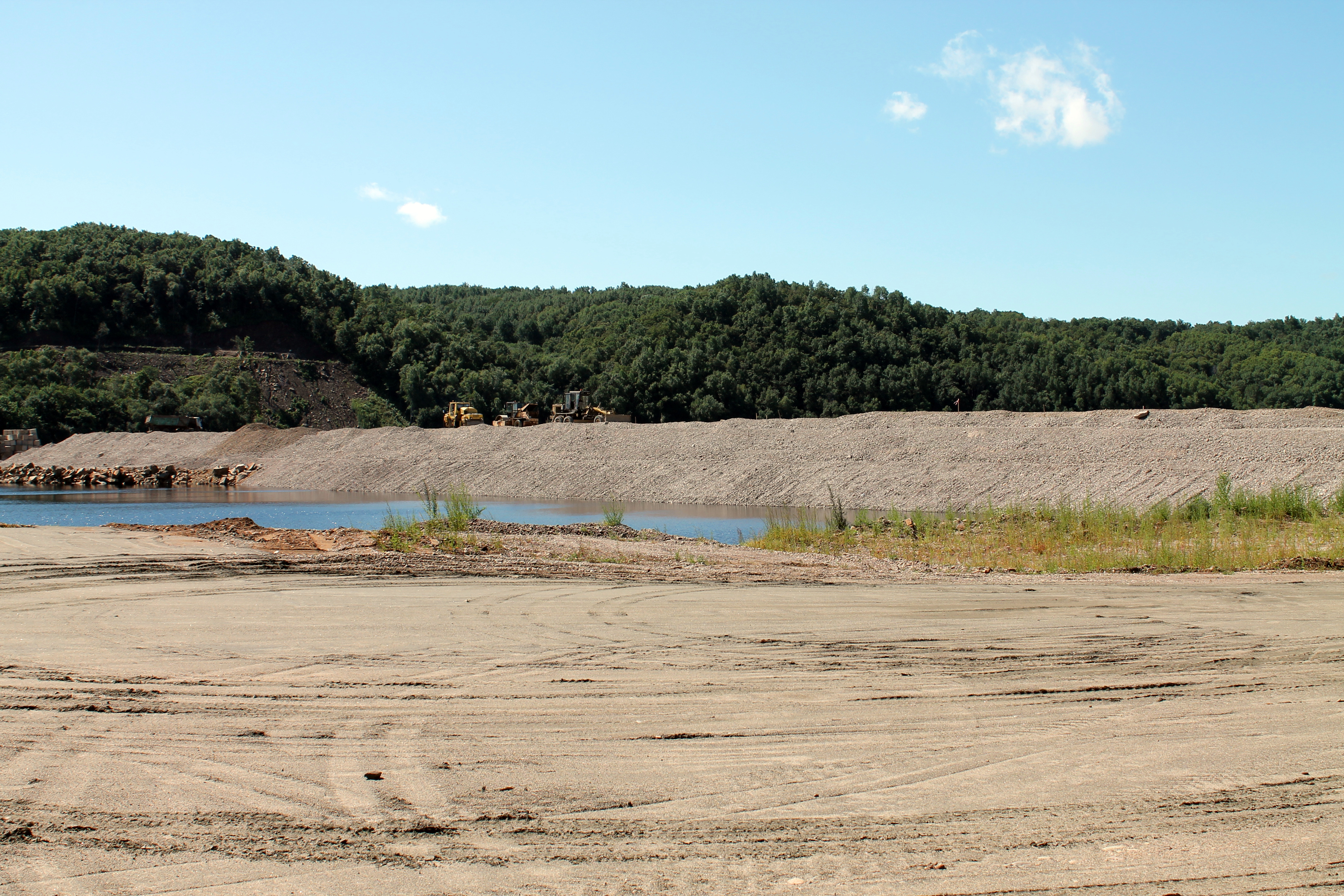
Перемычки котлована
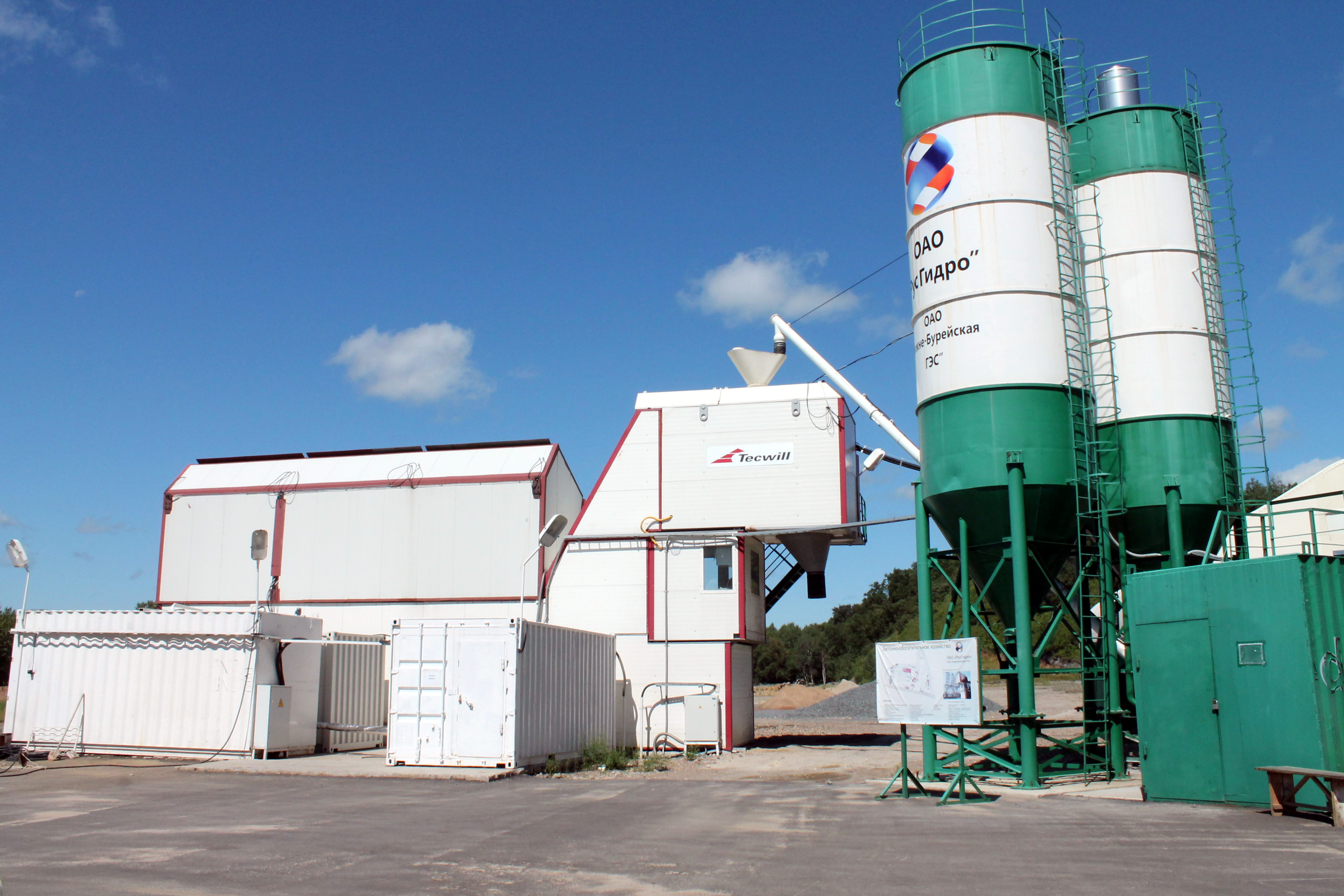
Бетонный завод
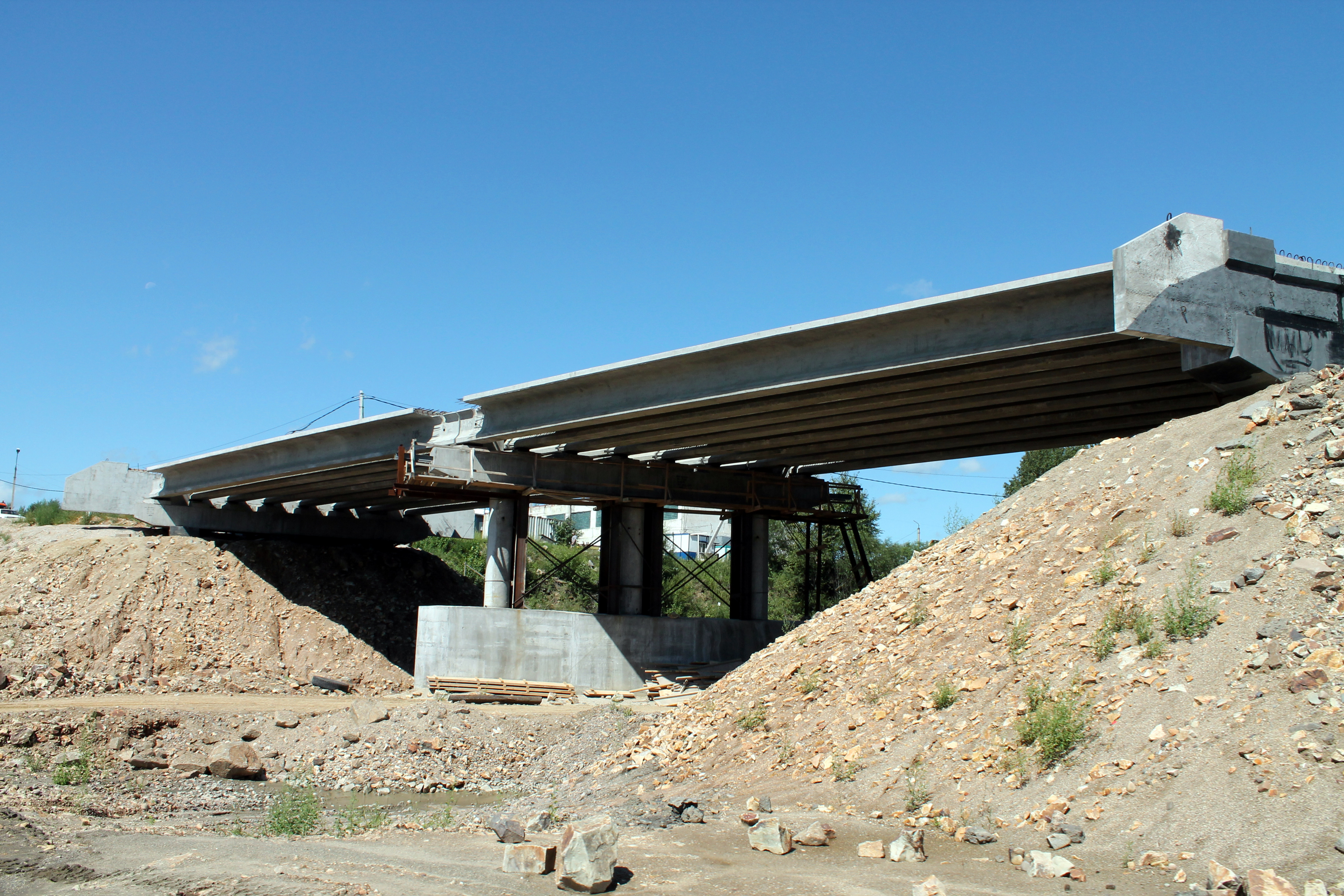
Мост через реку Долдыкан
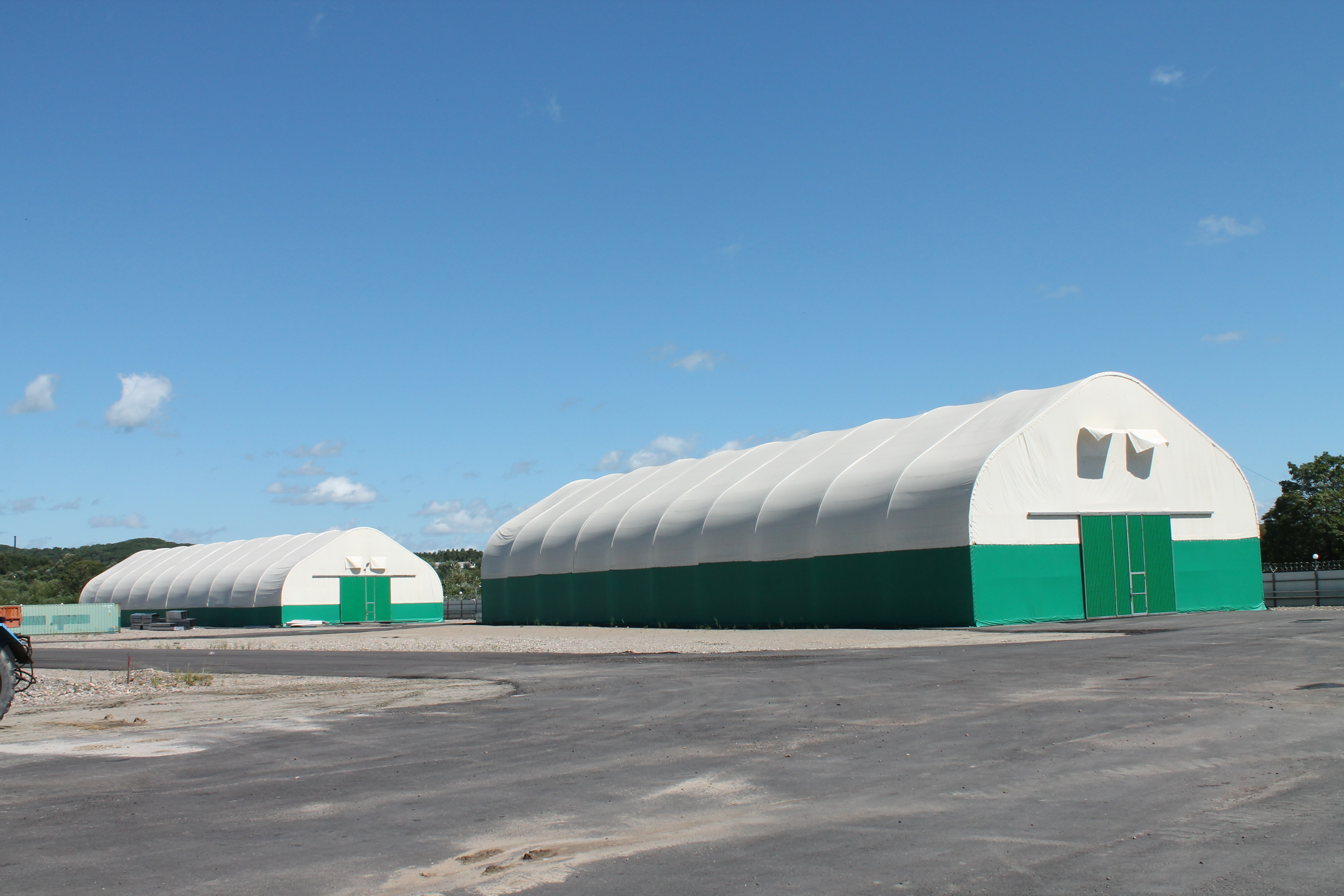
База строительной техники
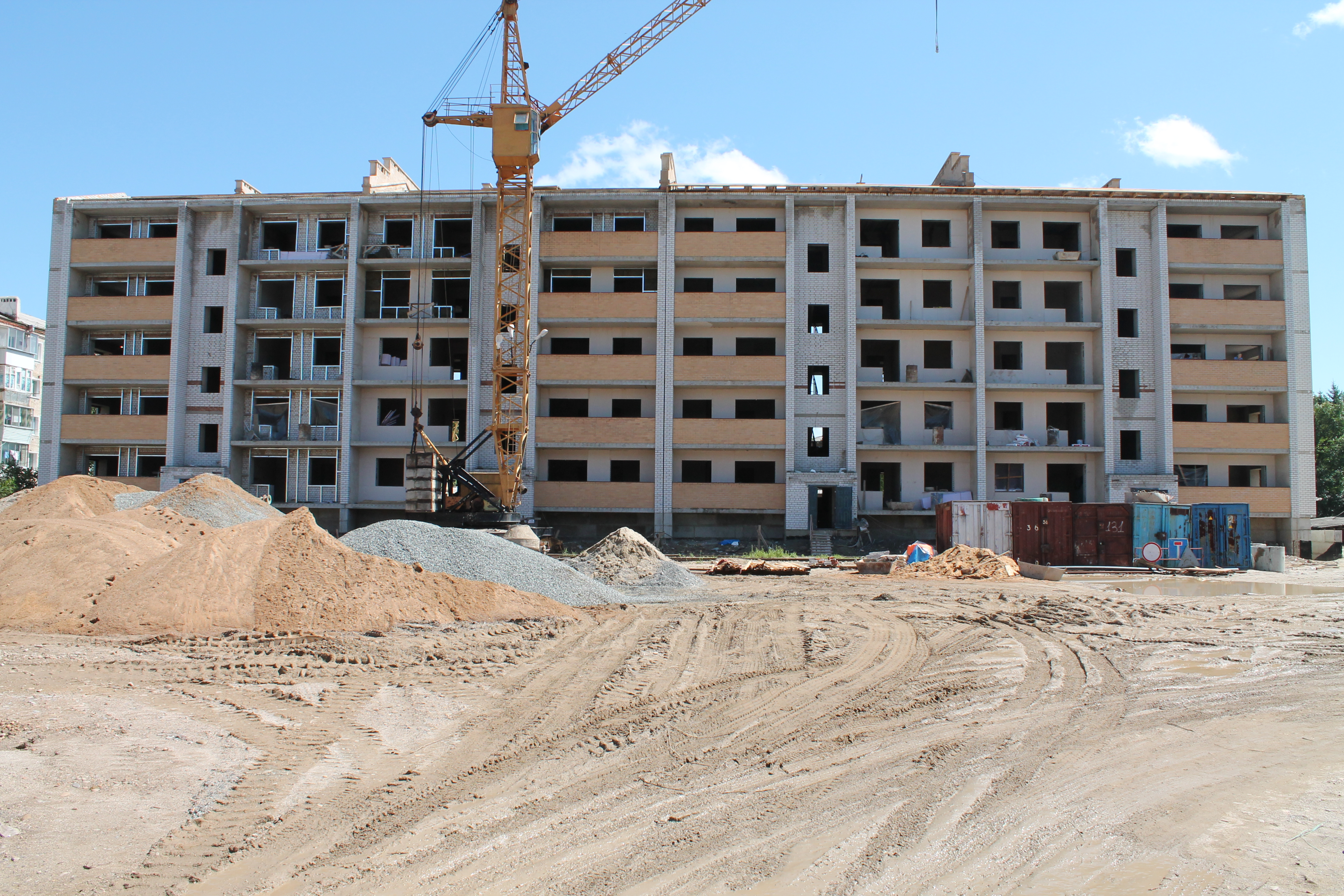
Строящийся жилой дом

В 2013 году был осушен котлован основных сооружений (создание «стены в грунте» в перемычках было завершено в начале марта 2013 года) и начаты бетонные работы на водосбросной и глухой правобережной плотинах. Был определён поставщик гидросилового оборудования (турбин и генераторов) — ОАО «Силовые машины». В 2014 году было начато бетонирование здания ГЭС.

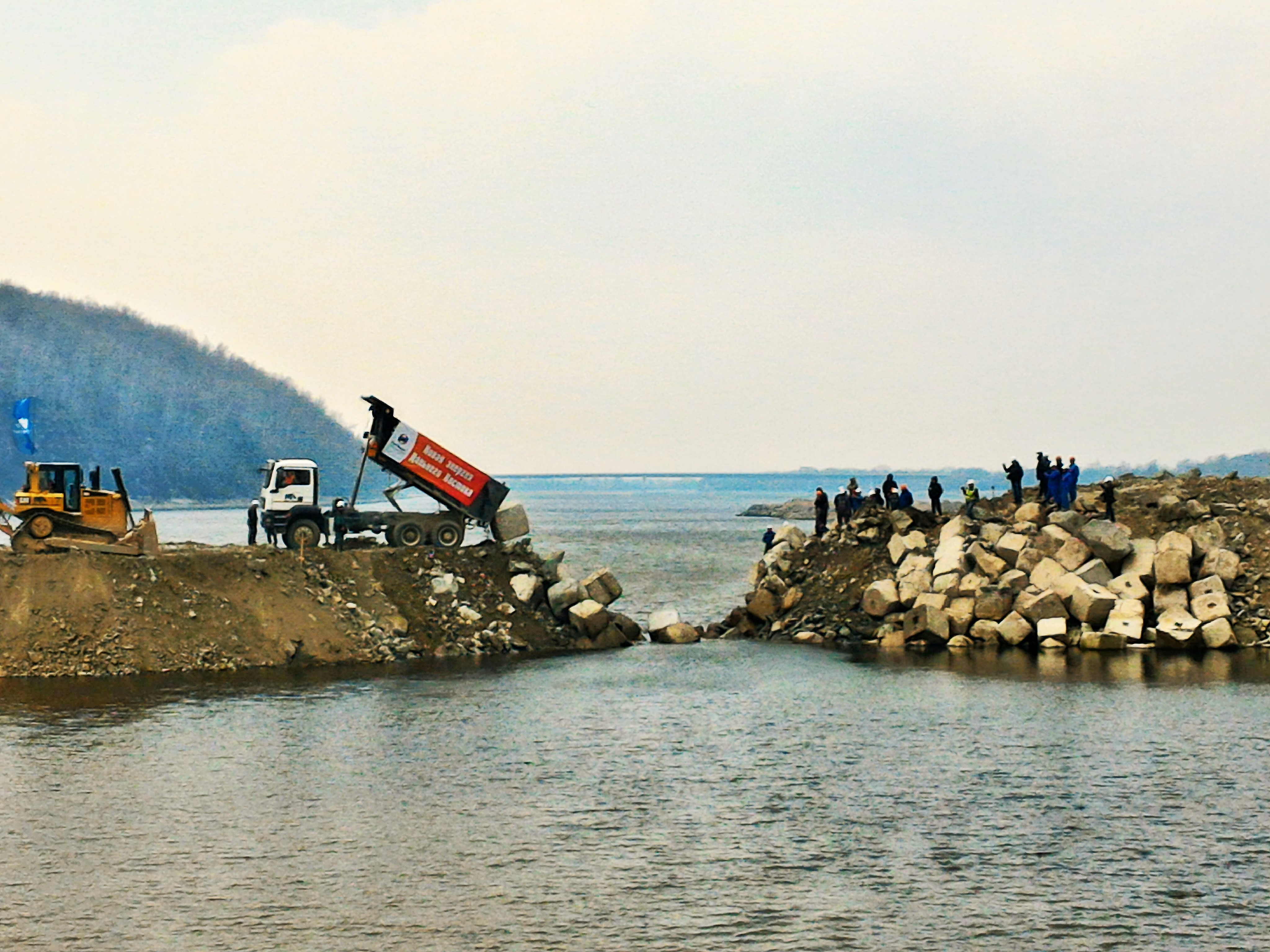
Перекрытие Буреи в створе Нижне-Бурейской ГЭС, 19 апреля 2016 года

По итогам 2015 года уложено около 90 % бетона, смонтированы закладные части гидротурбин, начато возведение русловой грунтовой плотины, монтаж гидромеханического оборудования.
19 апреля 2016 года состоялось перекрытие Буреи в створе Нижне-Бурейской ГЭС. Предыдущее перекрытие крупной реки в России произошло в 2011 году на строительстве Усть-Среднеканской ГЭС в Магаданской области. Подготовку к перекрытию начали в марте 2016 года, когда был затоплен котлован основных бетонных сооружений станции. К концу 2016 года была в основном завершена отсыпка грунтовой плотины, сооружена «стена в грунте», уложено 93 % всего объема бетона, развернуты работы по монтажу гидросилового оборудования.
В 2017 году на Нижне-Бурейской ГЭС также началась реализация концепции гибридной гидро-солнечной генерации. На завершающей стадии строительства на ГЭС была организована опытная площадка гибридной гидро-солнечной генерации общей установленной мощностью 25 кВт (24850 Вт). На площадке использованы четыре типа солнечных модулей, различных технологий и материалов. В 2019 году по результатам успешного опыта эксплуатации опытной площадки, данный опыт был расширен и построена СЭС мощностью 1,2 МВт с выработкой  порядка 1,4 млн кВт*часов в год. Это позволяет снизить энергозатраты на собственные нужды ГЭС, увеличить ее полезный отпуск и повысить эффективность работы всей станции. Таким образом, Нижне-Бурейская ГЭС технически стала первой в России гибридной гидро-солнечной электростанцией.
29 марта 2017 года началось наполнение водохранилища гидроэлектростанции, после того как комиссия из представителей Минприроды, Минэнерго, РусГидро, Ростехнадзора и правительства Амурской области обследовала ложе водохранилища и признала его готовым к наполнению. 19 апреля 2017 года начались испытания под нагрузкой первого гидроагрегата электростанции. Станция в тестовом режиме выработала первые киловатт-часы электроэнергии.
Торжественная церемония пуска агрегатов ГЭС произошла 3 августа 2017 года. На церемонии присутствовал президент РФ В.В. Путин. Были пущены первые три гидроагрегата, станция достигла мощности 240 МВт.
Вечером 24 августа 2017 года при штатном маневрировании произошло повреждение затвора № 1 водосливной плотины, следствием чего стало увеличение расхода воды через пролёт затвора и временное подтопление пристанционной площадки. В результате инцидента никто не пострадал, оборудование машинного зала ГЭС не повреждено, угроза затопления населённых пунктов ниже по течению отсутствовала. Была проведена сработка водохранилища, после чего 13 октября 2017 года был установлен ремонтный затвор и пропуск воды через плотину прекратился. В середине октября 2017 года было завершено комплексное опробование гидроагрегата № 4 на промежуточном напоре. 
По итогам расследования произошедшего было принято решение о восстановлении затвора № 1 и замене осей шарнирных опор остальных затворов. Все работы были завершены в 2019 году, после чего в сентябре того же года Нижне-Бурейская ГЭС была введена в эксплуатацию после торжественной церемонии пуска четвёртого гидроагрегата.

## Эксплуатация
В декабре 2019 года на Нижне-Бурейской ГЭС были введены в эксплуатацию солнечные панели мощностью 1275 кВт и проектной среднегодовой выработкой электроэнергии 1,4 млн кВт·ч. Выработка панелей направляется на обеспечение собственных нужд ГЭС, что позволяет увеличить полезный отпуск электроэнергии гидроэлектростанции потребителям. Это первый в России опыт размещения солнечной генерации на территории ГЭС.
| 2019 | 2020 | 2021 | 2022 |
| ---- | ---- | ---- | ---- |
| 363  | 1682 | 1807 | 1963 |